# Pete Belasco
Pete Belasco – amerykański wokalista, saksofonista i pianista z Nowego Jorku. Zadebiutował w 1997 roku albumem "Get It Together". Jednak większą popularność zdobył albumem "Deeper" w 2004 roku, który uplasował się na pierwszej pozycji brytyjskiego radia Jazz FM. Jego muzyka jest określana uwodzicielską i mocno sensualną, często przyrównywaną do dokonań Marvina Gaye'a.

## Dyskografia

### Albumy
- Get It Together 16 września 1997, PolyGram Records
- Deeper – 27 kwietnia 2004, Compendia Records

### Single
- Deeper – 2004
- Hurry Hurry – 2005

## Muzyczne inspiracje Pete’a
- Curtis Mayfield
- Marvin Gaye
- The Isley Brothers
- Sade
- D’Angelo
- Maxwell
- India.Arie
- Kem
- Erykah Badu